# Gonnario II de Lacon-Serra
Gonnario II de Lacon-Serra (1090 circa – 1131) fu giudice di Arborea.

## Biografia
Su Gonnario II le notizie sono scarsissime. Sposò Eleonora, figlia di Comita I, della casata dei Lacon-De Thori dalla quale nel 1134 circa ebbe una figlia anch'essa di nome Eleonora e Costantino I, suo successore.